# Chris Ward (surf)
Pour les articles homonymes, voir Chris Ward et Ward.
Chris Ward est un surfeur professionnel américain né le 11 décembre 1978 à Galveston, dans l'État du Texas aux États-Unis.

## Biographie
Il finit la saison 2008 par une seconde place derrière Kelly Slater au Pipeline Masters.

## Palmarès
Meilleure place en WCT :
- 2008 2e Pipeline Masters, Oahu, Hawaï

### Victoires[1]
- 2005 No Fear Mexican Surf Fiesta, San Miguel Mexique (WQS)
- 2004 Outer Banks Pro pres by WRV, Kitty Hawk Pier, Caroline du Nord États-Unis (WQS)
- 2002 O'Neill Yorn Pro, Praia de Ribeira d'llhas, Ericeira, Portugal (WQS)
- 2001 O'Neill Deep Blue Open, Maldives (WQS)

### WCT
- 2008 : 14e
- 2007 : 17e
- 2006 : 21e
- 2005 : 34e